# Мадона дел Пилоне (Кунео)
Мадона дел Пилоне је насеље у Италији у округу Кунео, региону Пијемонт.
Према процени из 2011. у насељу је живело 162 становника. Насеље се налази на надморској висини од 291 м.